# Montgomery County (Ohio)
Montgomery County ist ein County im US-Bundesstaat Ohio der Vereinigten Staaten. Der Verwaltungssitz (County Seat) ist Dayton.

## Geographie
Das County liegt im Südwesten von Ohio, ist im Westen etwa 40 km von der Grenze zu Indiana entfernt und hat eine Fläche von 1203 Quadratkilometern, wovon sieben Quadratkilometer Wasserfläche sind. Es grenzt im Uhrzeigersinn an folgende Countys: Miami County, Clark County, Greene County, Warren County, Butler County, Preble County und Darke County.

## Geschichte
Montgomery County wurde am 24. März 1803 aus Teilen des Hamilton County und des  Wayne County gebildet. Benannt wurde es nach Richard Montgomery, einem Generalmajor der Kontinentalarmee im
Amerikanischen Unabhängigkeitskrieg.
Im County liegt ein National Historical Park, der Dayton Aviation Heritage National Historical Park. Sieben Orte haben den Status einer National Historic Landmark. 147 Bauwerke und Stätten des Countys sind im National Register of Historic Places eingetragen (Stand 5. April 2018).

## Demografische Daten

Alterspyramide des Montgomery County

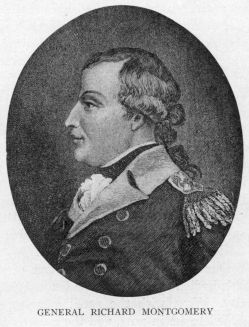
Richard Montgomery

Nach der Volkszählung im Jahr 2000 lebten im Montgomery County 559.062 Menschen in 229.229 Haushalten und 146.935 Familien. Die Bevölkerungsdichte betrug 468 Einwohner pro Quadratkilometer. Ethnisch betrachtet setzte sich die Bevölkerung zusammen aus 76,57 Prozent Weißen, 19,86 Prozent Afroamerikanern, 0,23 Prozent amerikanischen Ureinwohnern, 1,31 Prozent Asiaten, 0,04 Prozent Bewohnern aus dem pazifischen Inselraum und 0,49 Prozent aus anderen ethnischen Gruppen; 1,51 Prozent stammten von zwei oder mehr Ethnien ab. 1,27 Prozent der Bevölkerung waren spanischer oder lateinamerikanischer Abstammung.
Von den 229.229 Haushalten hatten 29,6 Prozent Kinder und Jugendliche unter 18 Jahre, die bei ihnen lebten. 46,3 Prozent waren verheiratete, zusammenlebende Paare, 13,8 Prozent waren allein erziehende Mütter, 35,9 Prozent waren keine Familien, 30,4 Prozent waren Singlehaushalte und in 10,1 Prozent lebten Menschen im Alter von 65 Jahren oder darüber. Die Durchschnittshaushaltsgröße betrug 2,37 und die durchschnittliche Familiengröße lag bei 2,96 Personen.
Auf das gesamte County bezogen setzte sich die Bevölkerung zusammen aus 24,7 Prozent Einwohnern unter 18 Jahren, 9,7 Prozent zwischen 18 und 24 Jahren, 29,0 Prozent zwischen 25 und 44 Jahren, 22,9 Prozent zwischen 45 und 64 Jahren und 13,7 Prozent waren 65 Jahre alt oder darüber. Das Durchschnittsalter betrug 36 Jahre. Auf 100 weibliche Personen kamen 92,3 männliche Personen. Auf 100 Frauen im Alter von 18 Jahren oder darüber kamen statistisch 88,6 Männer.
Das jährliche Durchschnittseinkommen eines Haushalts betrug 40.156 USD, das Durchschnittseinkommen der Familien betrug 50.071 USD. Männer hatten ein Durchschnittseinkommen von 38.710 USD, Frauen 27.297 USD. Das Prokopfeinkommen betrug 21.743 USD. 8,3 Prozent der Familien und 11,3 Prozent der Bevölkerung lebten unterhalb der Armutsgrenze. Davon waren 15,6 Prozent Kinder oder Jugendliche unter 18 Jahre und 8,2 Prozent waren Menschen über 65 Jahre.

## Townships und Cities
- Butler Township, Dayton (Airport)
- Clay Township
- German Township
- Harrison Township
- Jackson Township
- Jefferson Township, Moraine

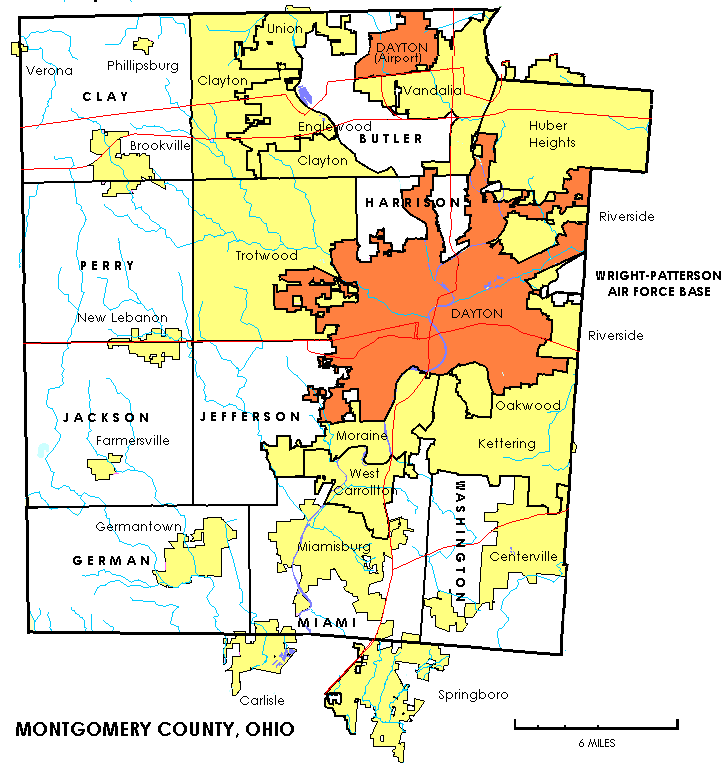
Montgomery Townships und Cities

- Miami Township, Miamisburg, West Carrollton
- Perry Township
- Washington Township, Kettering
- Trotwood